# エドワード・ジョセフ・ロウ

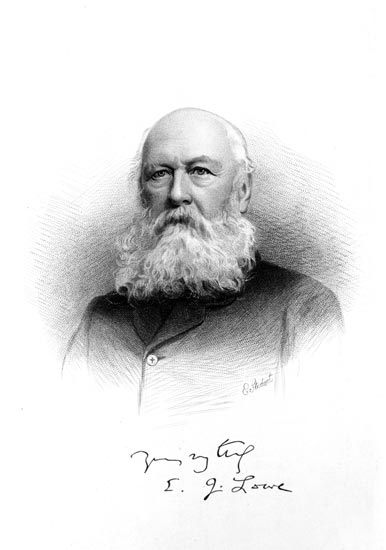
E. J. Lowe (from Fern Growing, 1892, Peter Boyd Collection)

エドワード・ジョセフ・ロウ（Edward Joseph Lowe FRS FGS FRAS FLS、1825年11月11日 – 1900年3月10日）は、イギリスの植物学者、気象学者、天文学者である。植物学の分野ではシダ類についての著書で知られ、天文・気象学の分野では流星や太陽黒点、黄道光の研究や、1860年にはスペインで日食中の気候の観察などの研究を行った.。

## 略歴
ノッティンガムのユニヴァシティ・パークのノッティンガム大学副学長の公邸として使われていた、ハイフィールド・ハウスにアルフレッド・J・ロウの息子に生まれた。15歳から気象の観測を始め、21歳の時最初の科学論文、"A Treatise on Atmospheric Phenomena"を発表した。イギリス気象学会の創立メンバーであり、王立協会、ロンドン・リンネ協会のフェローにも選ばれた。
主著の"Ferns: British and Exotic"は1856年に出版された。

### Ferns: British and Exotic

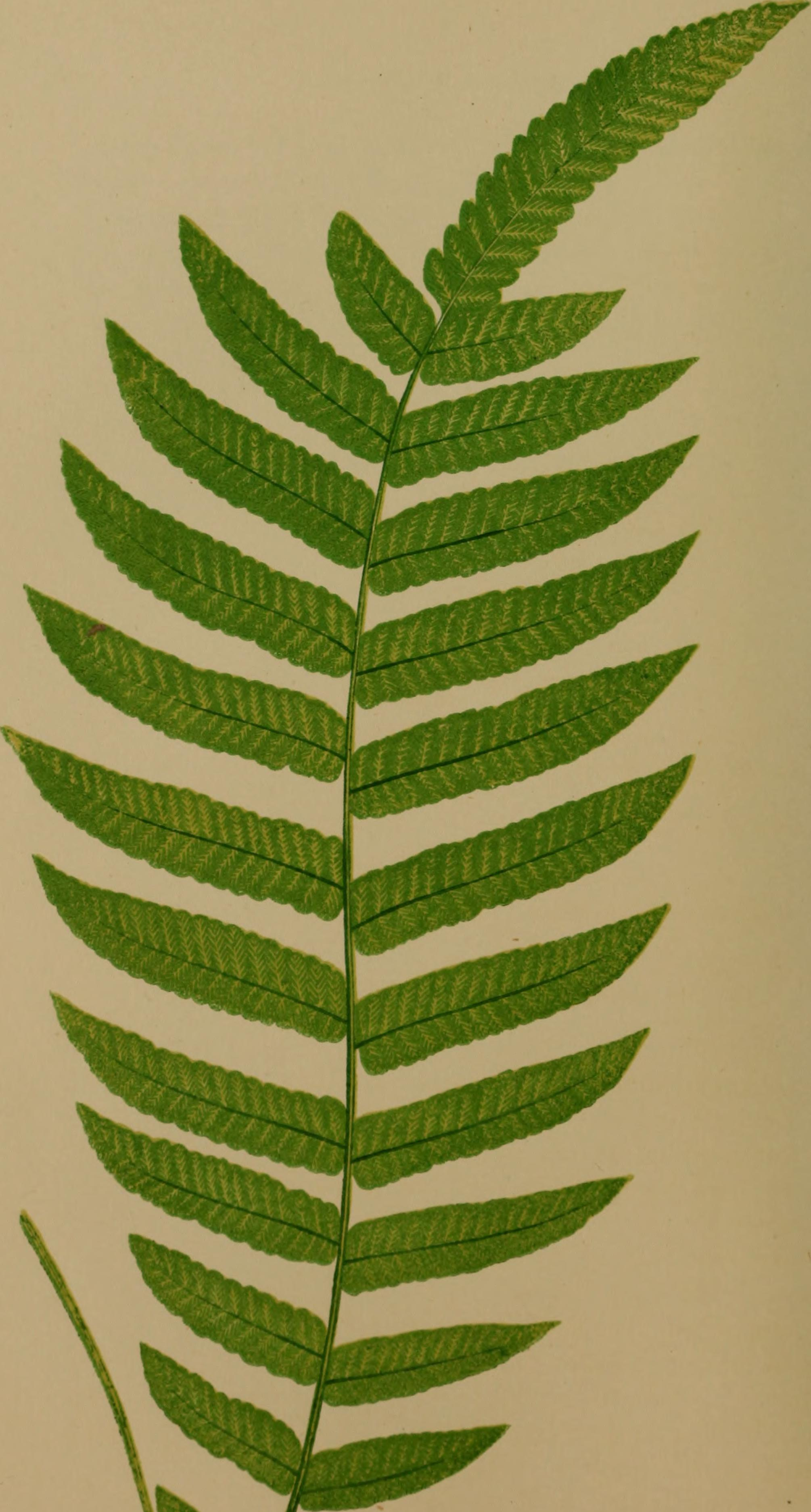
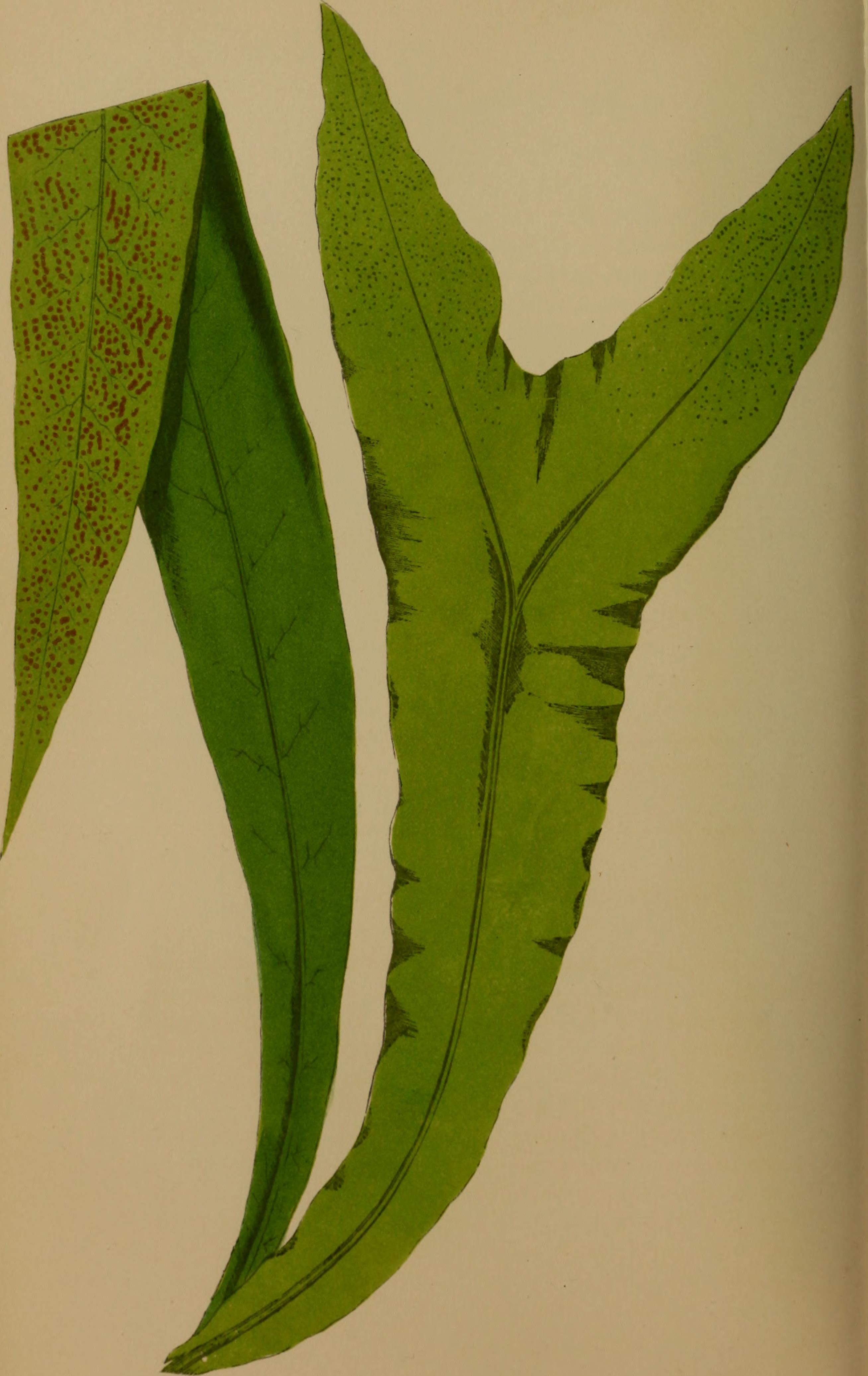
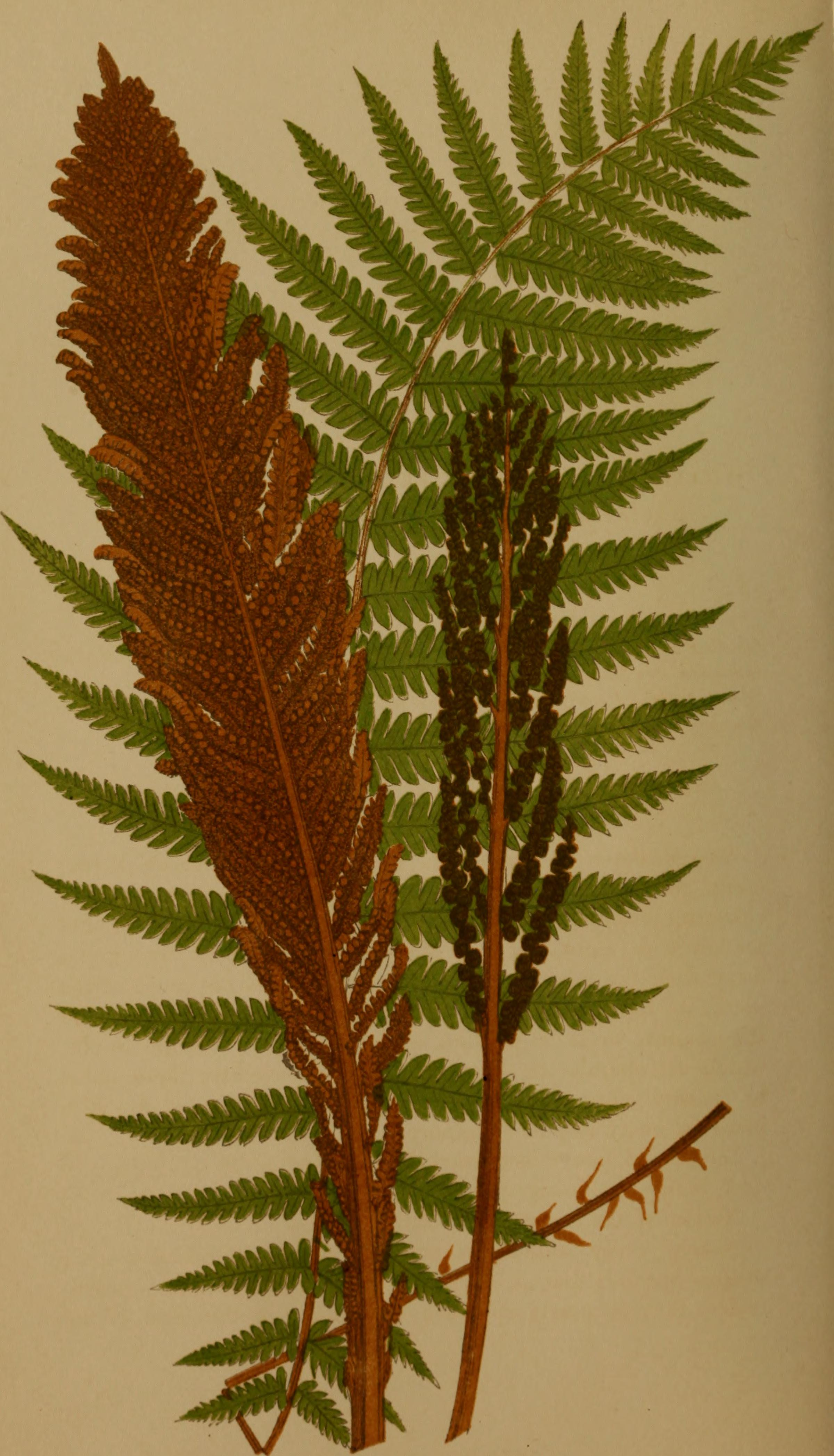

### "A natural history of British grasses"

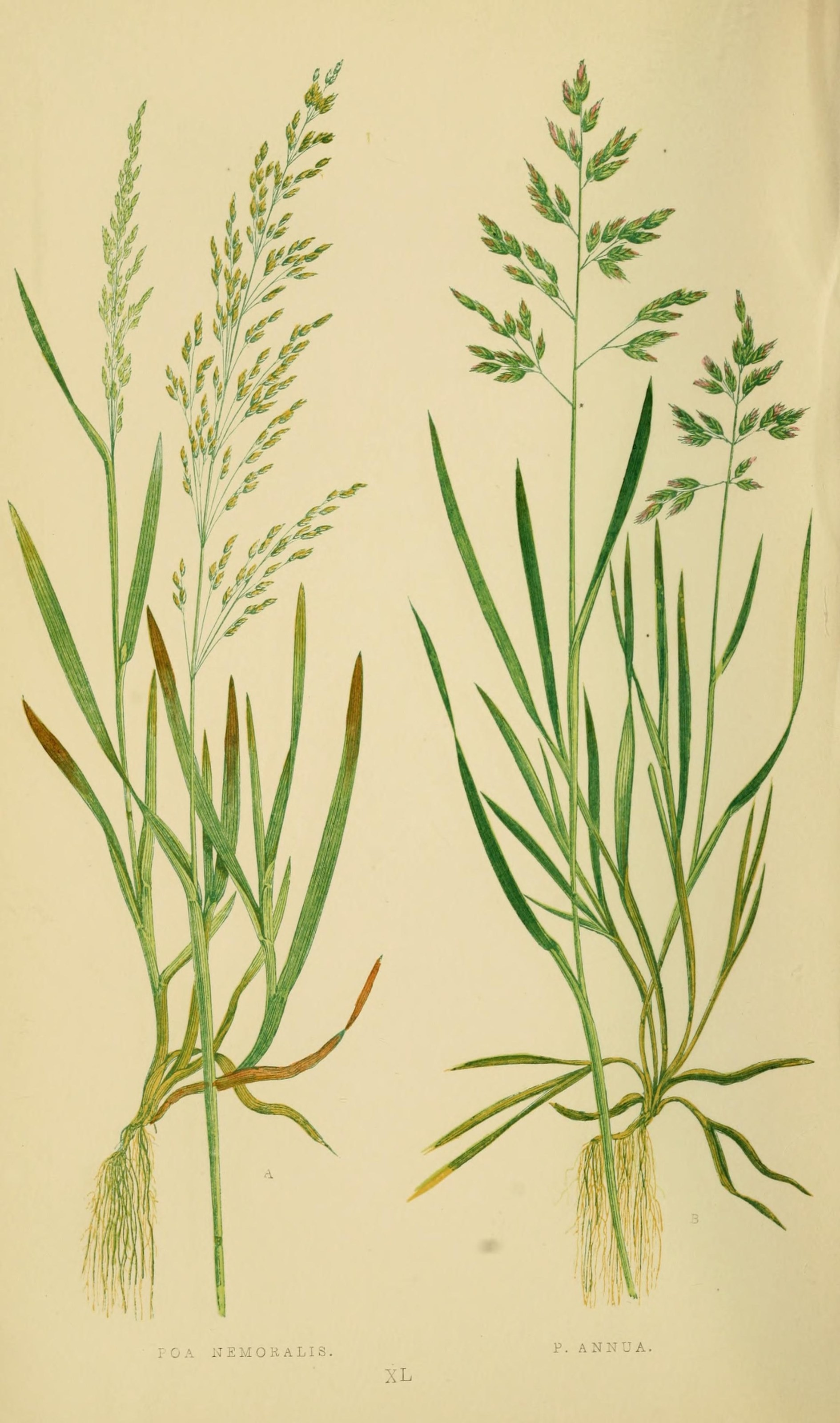
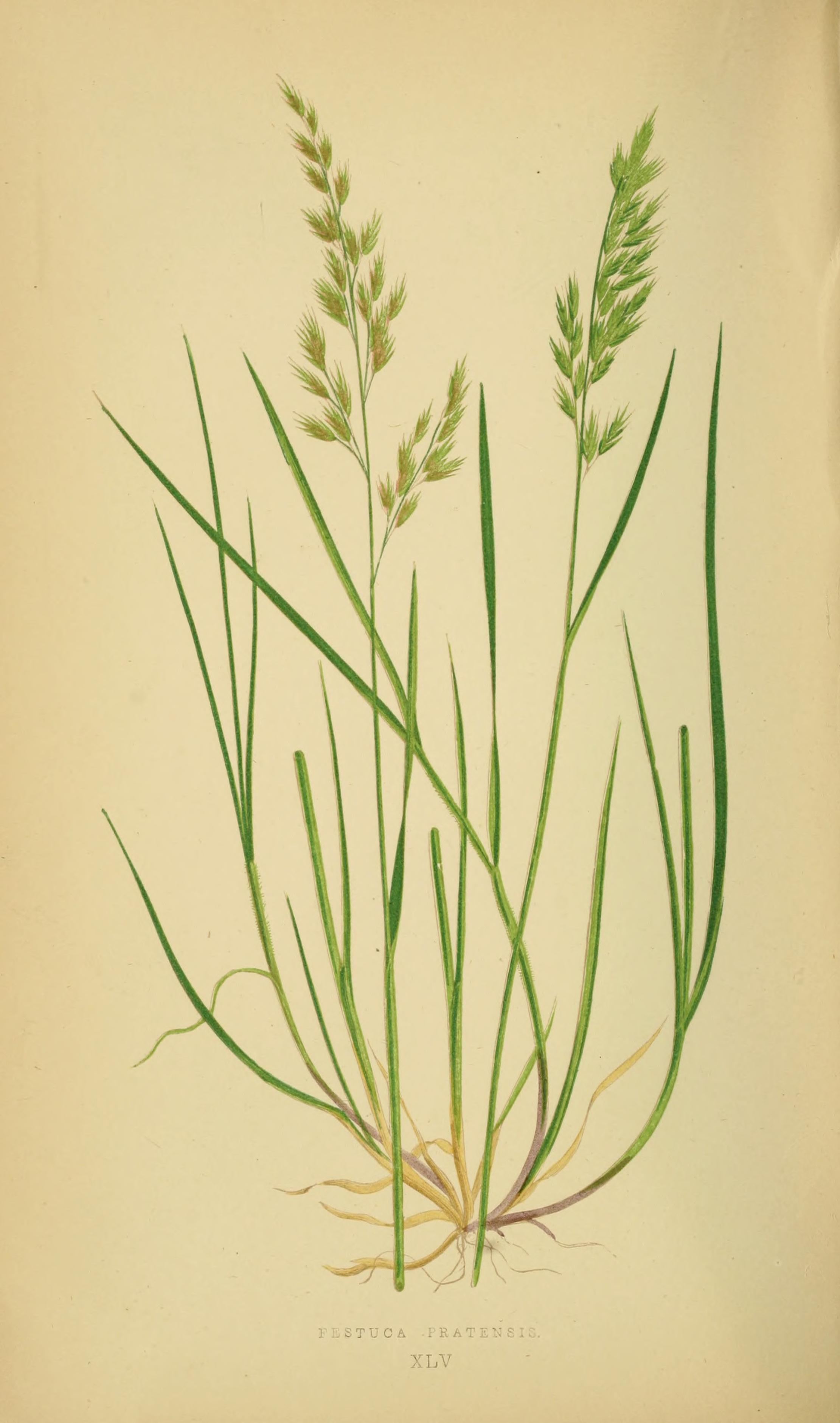
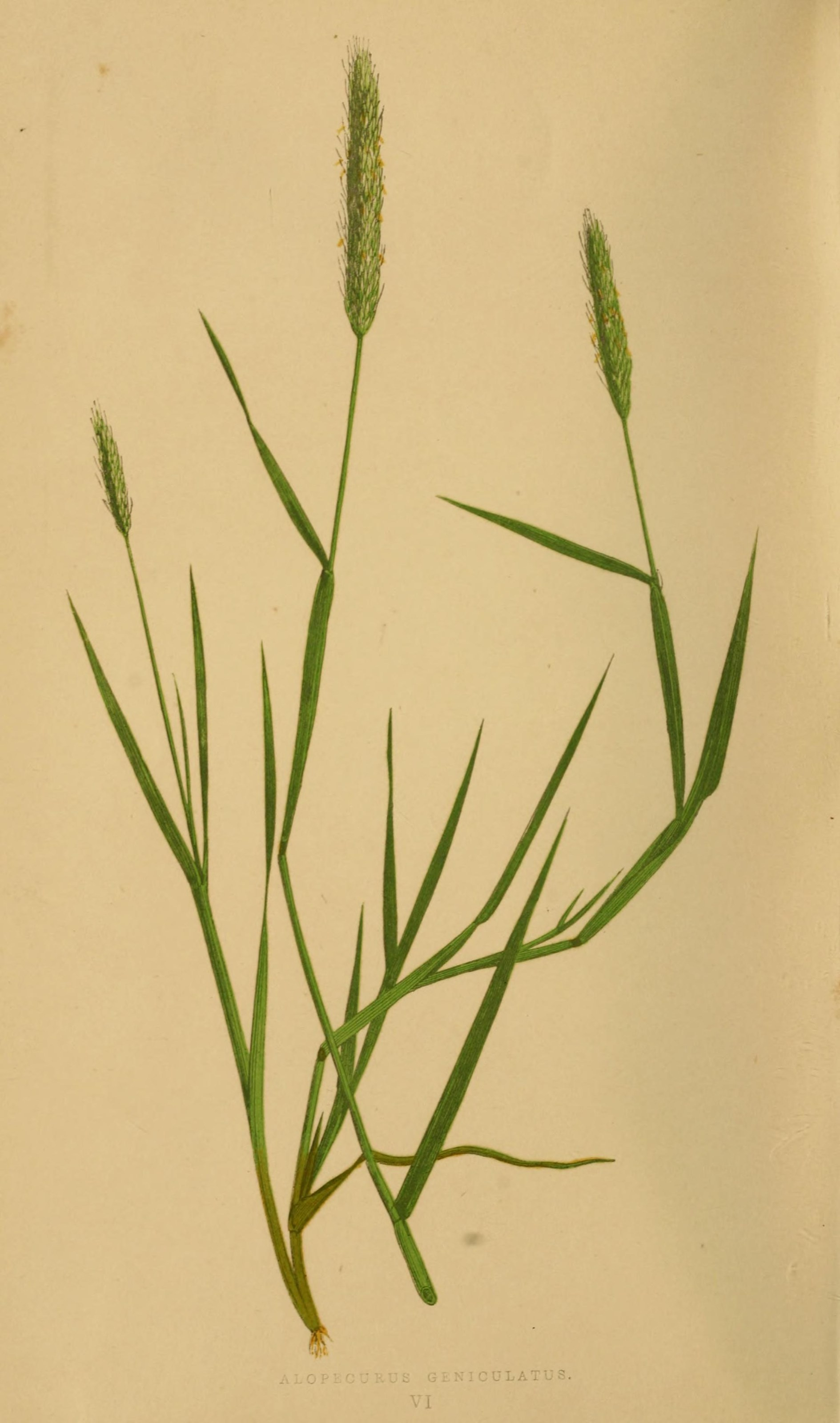